# Lunalilo delle Hawaii
Lunalilo, nato come William Charles Lunalilo (Pohukaina, 31 gennaio 1835 – Waikiki, 3 febbraio 1874), è stato il sesto re delle Hawaii dal 1873 al 1874, primo e unico sovrano del casato dei Kalaimamahu. È ricordato come il più liberale tra i sovrani del regno, ma fu anche quello che regnò per meno tempo.

## Biografia

### I primi anni

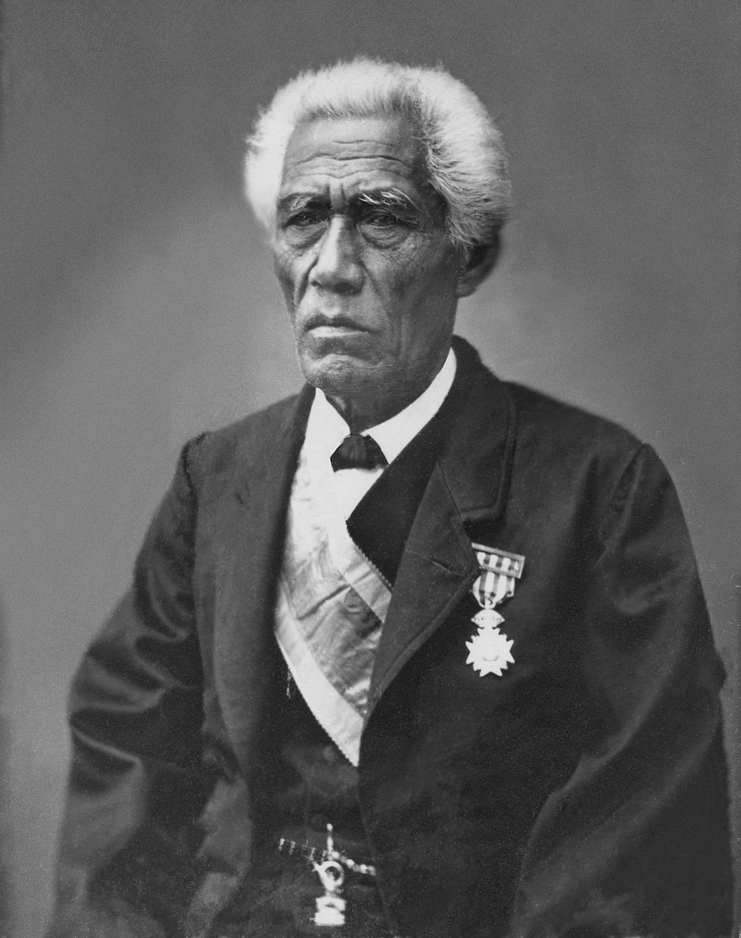
Aliʻi Nui Charles Kanaʻina, suo padre.

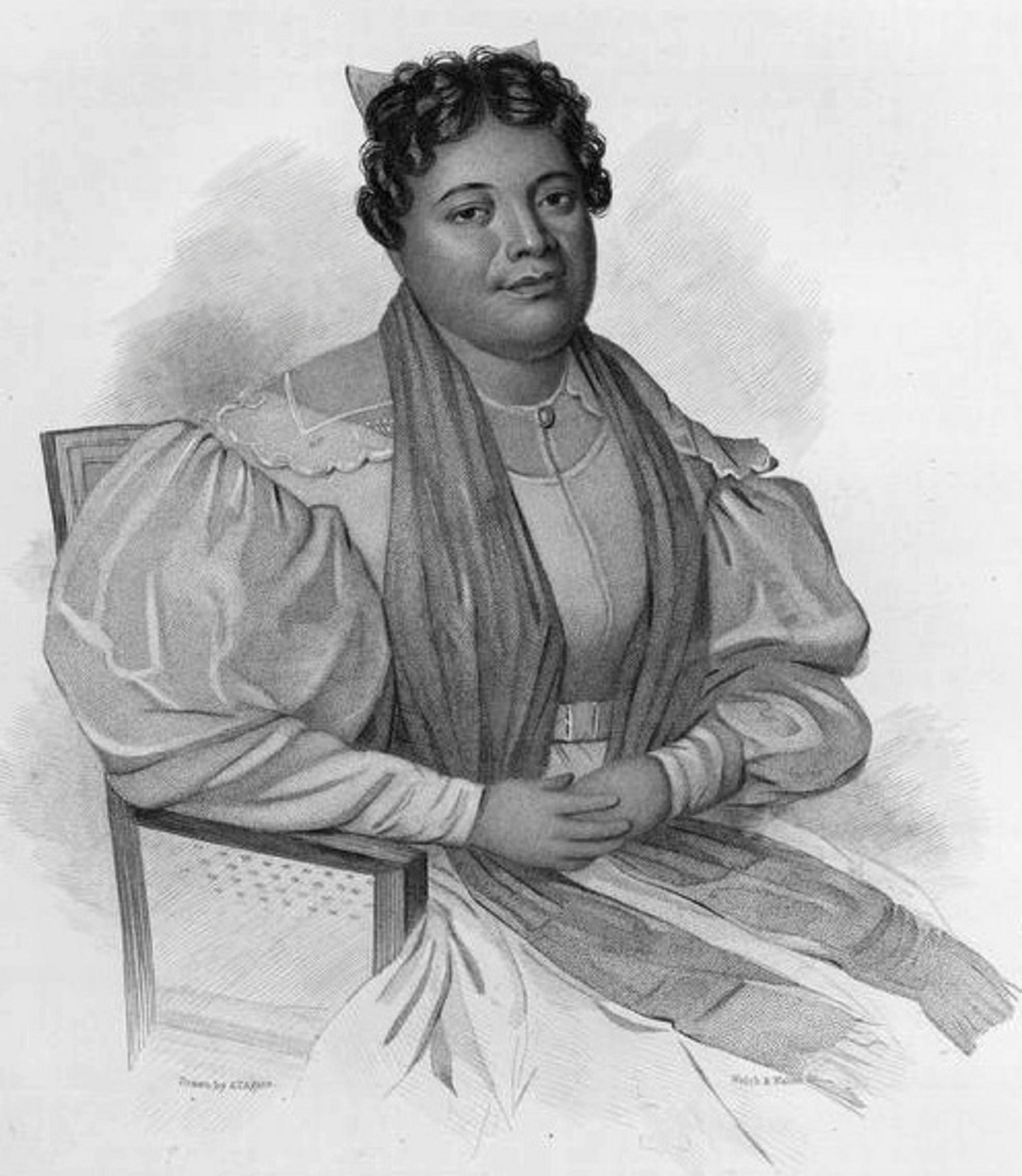
Aliʻi Nui Miriam Auhea Kekāuluohi, sua madre.

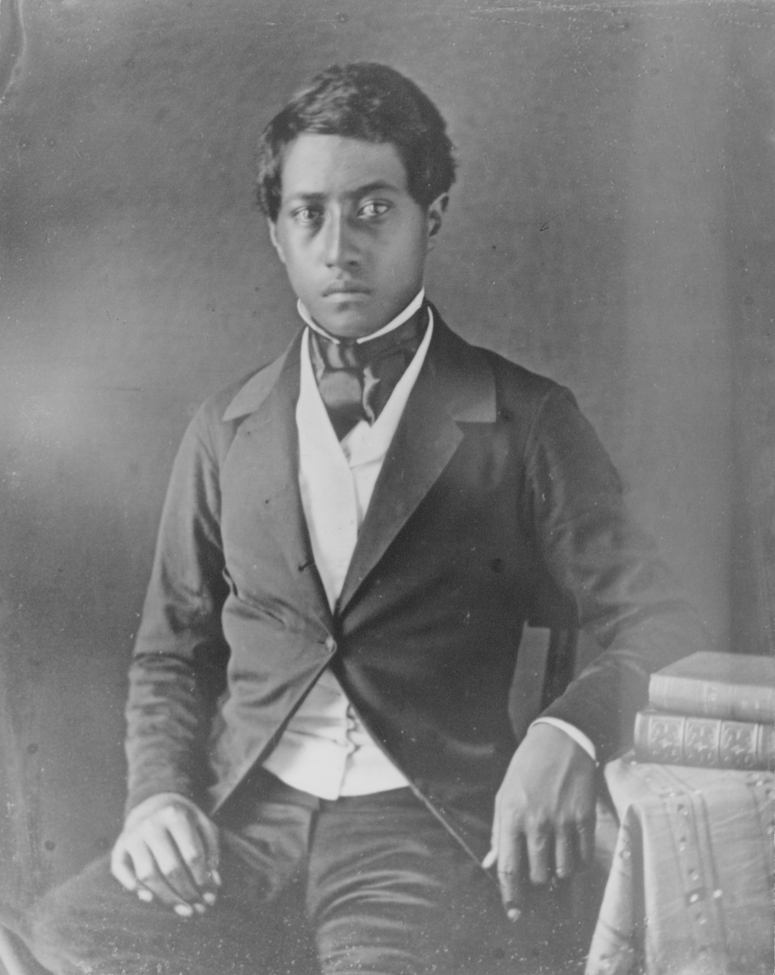
Lunalilo negli anni della giovinezza.

William Charles Lunalilo nacque il 31 gennaio 1835 in una casa realizzata con mattoni corallini, nell'area nota come Pohukaina, oggi parte dell'area occupata dal Palazzo Iolani a Honolulu. Sua madre era la gran capessa Miriam Auhea Kekāuluohi (poi denominata Kaʻahumanu III) mentre suo padre era il gran capo Charles Kanaina. Questi era nipote di Kamehameha I per sangue e figlio adottivo del monarca per secondo matrimonio di sua madre. Sua nonna era Kalākua Kaheiheimālie, sorella della moglie favorita di Kamehameha, la regina Kaʻahumanu. Questo lo rendeva sia secondo cugino che primo cugino dei sovrani Kamehameha V, Kamehameha IV e della principessa Victoria Kamāmalu attraverso le loro madri: Kekāuluohi e Kīnaʻu (poi indicata come Kaʻahumanu II) erano sorellastre.
Il nome Lunalilo che gli venne affidato è traducibile come Luna (alto) lilo (perso) o meglio "così alto che se ne perde la vista" in lingua hawaiana. Egli ebbe anche il nome di William in onore di re Guglielmo IV del Regno Unito, grande amico della famiglia reale hawaiana.
Quando venne dichiarato eleggibile a succedere al trono per decreto reale di re Kamehameha III, venne inviato alla Chief's Children's School (poi Royal School) che era stata fondata dai missionari Amos Starr Cooke e Juliette Montague Cooke. Qui imparò a parlare sia l'hawaiano che l'inglese, perfezionandosi in particolare nella letteratura inglese.
Nel 1848, all'età di tredici anni, era uno dei maggiori proprietari terrieri dell'isola, immediatamente sotto il re, avendo ereditato vasti appezzamenti di terreno come proprietà personale attraverso sua madre e sua nonna, ricevuti in dono a suo tempo da re Kamehameha I.
Conosciuto col nomignolo di "Prince Bill", fu uno dei membri della famiglia reale (assieme a Kalākaua ed a Liliʻuokalani) a scrivere musica. Egli compose il primo inno nazionale delle Hawaii, "E Ola Ke Aliʻi Ke Akua", che altri non era che la versione hawaiana dell'inno inglese "God Save The King".

### Prospettive per un matrimonio regale

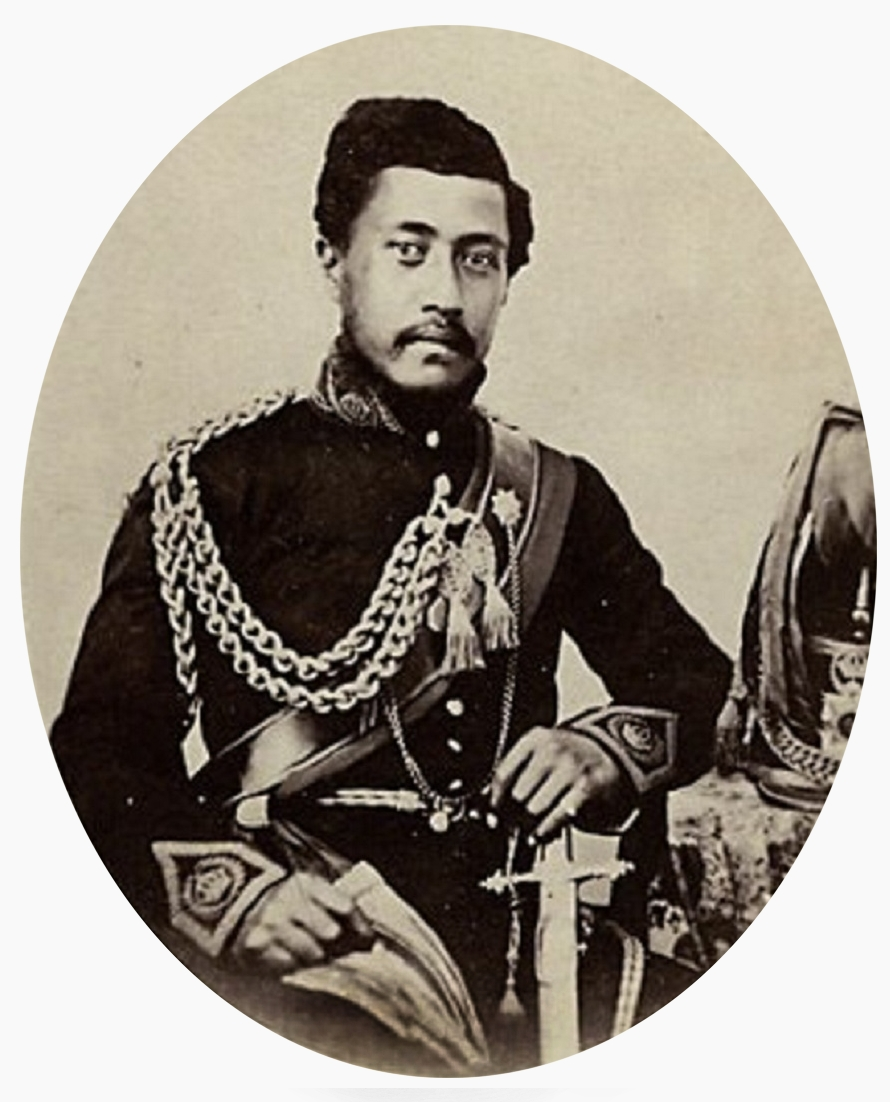
Fotografia del principe Lunalilo di Henry L. Chase.

Giunta l'età adatta, Lunalilo iniziò ad essere considerato per un matrimonio d'interesse per la sua casata e per questo venne prescelta come sua promessa sposa sua cugina, la principessa Victoria Kamāmalu, scelta felice per il popolo hawaiano ma molto meno per i fratelli di lei, i quali entrambi si opposero a questa scelta ed ella finì per morire nubile e senza eredi a 27 anni nel 1866.
Durante il suo regno, gli venne proposto di sposare la regina Emma, vedova del defunto Kamehameha IV, ma questa proposta andò a finire in nulla dal momento che la regina appariva troppo devota alla memoria del marito da rifiutare di contrarre altri matrimoni. I due rimasero ad ogni modo molto amici e il re considerò anche la possibilità di nominarla sua erede al trono. Secondo il cugino di Emma, Peter Kaʻeo, erano trapelati dei gossip secondo i quali il re sarebbe stato intenzionato a sposare una capessa tahitiana del Regno di Bora Bora, ma questo matrimonio non si concretizzò mai. Pur non essendosi quindi mai sposato, è certo che re Lunalilo ebbe per amante Eliza Meek (1832–1888), figlia del capitano John Meek, nonché cognata del suo ciambellano, Horace Crabbe.

### L'elezione

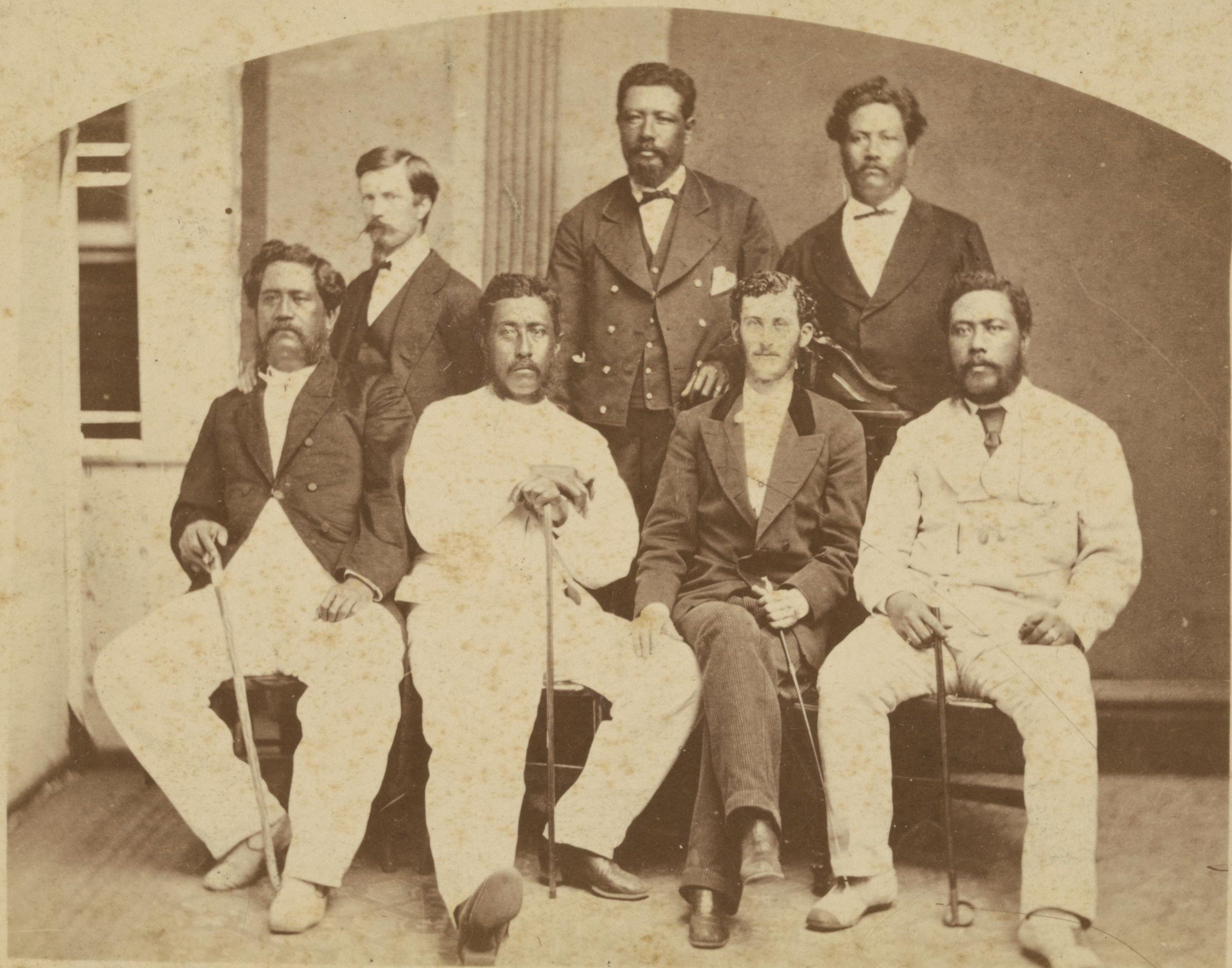
Lunalilo era considerato il più popolare tra i candidati al trono delle Hawaii.

Re Kamehameha V, l'ultimo dei re della dinastia dei Kamehameha, morì l'11 dicembre 1872 senza eredi e senza aver nominato ufficialmente né ufficiosamente il suo successore. Sulla base della costituzione del regno approvata nel 1864, se il re non aveva nominato il proprio successore al momento della sua morte, il nuovo sovrano avrebbe dovuto essere scelto tramite elezione tra i suoi parenti più prossimi. Egli fu perciò naturalmente messo in lista, ma lo scontro divenne ben presto palese con David Kalākaua, un altro pretendente. Lunalilo era favorito nella competizione in quanto aveva nel tempo acquisito maggiore popolarità. Suo nonno era Kalaimamahu, fratello di re Kamehameha I e per questo egli era anche cugino diretto di re Kamehameha V. Sua nonna era la regina Kalakua Kaheiheimalie, sorella della regina Kaʻahumanu. Per questo molte persone ritenevano che il trono dovesse per diritto passare a Lunalilo in quanto la persona più strettamente imparentata col re, Bernice Pauahi Bishop, aveva detto espressamente di non voler ascendere al trono. Altro contendente era la principessa Ruth Keʻelikōlani, sorellastra del re Kamehameha V, particolarmente amata dai vecchi capi hawaiani perché sentita il legame con le vecchie tradizioni (si rifiutò per tutta la vita di parlare inglese pur conoscendolo). La sua genealogia ad ogni modo era troppo controversa e molte persone iniziarono ad indicarla come inadatta al trono. Queste coincidenze lasciarono campo libero a Kalākaua ed a Lunalilo. Quest'ultimo, pur sapendo di godere una grande popolarità e favore in tutti gli ambienti di corte e presso il popolo, pretese che comunque si facessero regolari elezioni insistendo che si dovesse seguire la costituzione. Sei giorni dopo la morte di Kamehameha V scrisse al popolo:
"Mentre, seppur sia desiderabile seguire il desiderio del popolo hawaiano circa la successione al trono, noi dobbiamo agire secondo la legge e per questo, pur essendo io il legittimo erede al trono, con l'intento di preservare pace, armonia e buon ordine nel regno, desidero sottomettere questa decisione alla voce del mio popolo."
Lunalilo, a differenza del suo oppositore più spiccatamente conservatore, era intenzionato a emendare la costituzione per rendere il suo governo più democratico rimuovendo il requisito della proprietà per votare. Dalle elezioni Lunalilo risultò eletto nuovo sovrano con una maggioranza schiacciante di voti. La settimana successiva, la legislatura ratificò l'elezione di Lunalilo a re.
Alla cerimonia di investitura di Lunalilo, tenutasi il 9 gennaio 1873 alla Chiesa di Kawaiahaʻo, il cortile interno era pieno di una grande folla e molti osservavano dall'esterno.

### Il regno

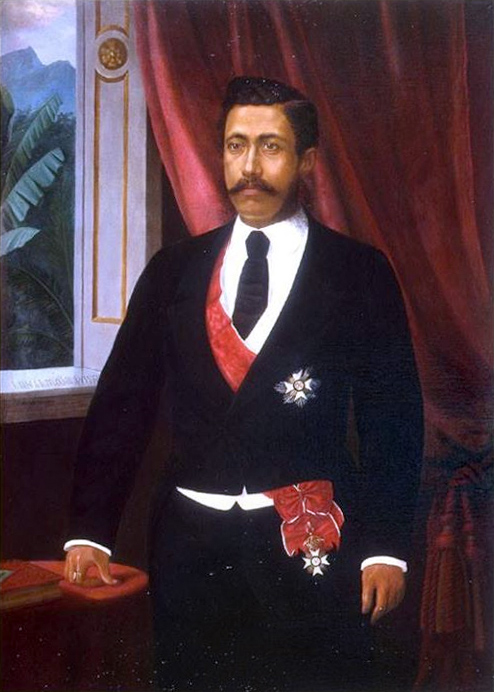
Lunalilo, dipinto dell'artista danese Eiler Jurgensen, Palazzo Iolani.

Quando Lunalilo assunse la corona reale, iniziò con lui un periodo importante per creare un tentativo di democraticizzare il governo monarchico delle Hawaii. Il suo predecessore, Kamehameha V, aveva trascorso gran parte del suo periodo come monarca a incrementare il suo potere personale ed a restaurare il grande periodo monarchico assolutista inaugurato da suo nonno Kamehameha I. Lunalilo, ad ogni modo, era convinto che solo con la responsabilizzazione del suo popolo sarebbe stato possibile far crescere il paese ed evitare conflitti interni. Egli inviò con questo intento uno scritto alla legislatura di governo, raccomandando che la costituzione fosse emendata in questo senso, cancellando alcuni editti prescritti dalla costituzione del 1864.
Ad esempio, prima del 1864 la legislatura del regno era riunita in due case: la Camera dei Nobili e la Camera dei Rappresentanti. I membri della Camera dei Nobili erano nominati direttamente dal re mentre i Rappresentanti erano eletti con voto popolare. Lo stesso Lunalilo era stato membro della Camera dei Nobili dal 1863 al 1872. Sotto il governo di re Kamehameha V, le due camere erano state combinate in una sola. Lunalilo restaurò il bicameralismo. Egli era inoltre intenzionato a provvedere il regno di una nuova costituzione e a prescrivere che il re motivasse per iscritto ogni suo veto ad una legge dello Stato. Egli prescrisse inoltre che i ministri del re relazionassero periodicamente alla Camera dei Rappresentanti.
Il re era intenzionato fermamente a migliorare anche la condizione economica delle Hawaii. Il regno si trovava infatti ad attraversare un periodo di profonda depressione economica a seguito del rapido declino dell'industria baleniera. Il commercio internazionale richiese al re di guardare a nuovi beni come lo zucchero ed a migliorare l'economia e raccomandare nuovi trattati con gli Stati Uniti tra cui uno molto discusso che prevedeva l'importazione libera da tasse di zucchero verso gli Stati Uniti in cambio della cessione dell'atollo di Pearl Harbor. Quando la notizia iniziò a diffondersi, il re ebbe notevoli proteste e per questo ritirò la proposta.
Durante il regno di Lunalilo, ebbe inoltre luogo un ammutinamento dell'esercito locale che fu possibile archiviare solo grazie all'intervento del sovrano in persona che volle interrogare gli ammutinati per conoscere le ragioni della loro opposizione. Per maggiore sicurezza e per tagliare ulteriori costi allo Stato, il re decise di abolire completamente l'esercito delle Hawaii e tale rimase la situazione sino a quando re Kalākaua non lo ripristinò qualche anno dopo temendo che il regno sarebbe stato preda di facili conquiste straniere senza protezione armata.

### La malattia e la morte
Durante tutto il suo regno, Lunalilo non godette mai di buona salute, in primis per cause da lui ricercate come ad esempio la sua inclinazione agli alcolici. All'epoca della rivolta dell'esercito, inoltre, gli si manifestò un'infezione alla gola. Nella speranza di rimettersi cambiando clima, il re si spostò a Kailua-Kona. Alcuni mesi dopo, il 3 febbraio 1874, morì di tubercolosi all'età di 39 anni a Haimoeipo, sua residenza privata a Honolulu. Lunalilo aveva regnato in tutto per un anno e venticinque giorni.

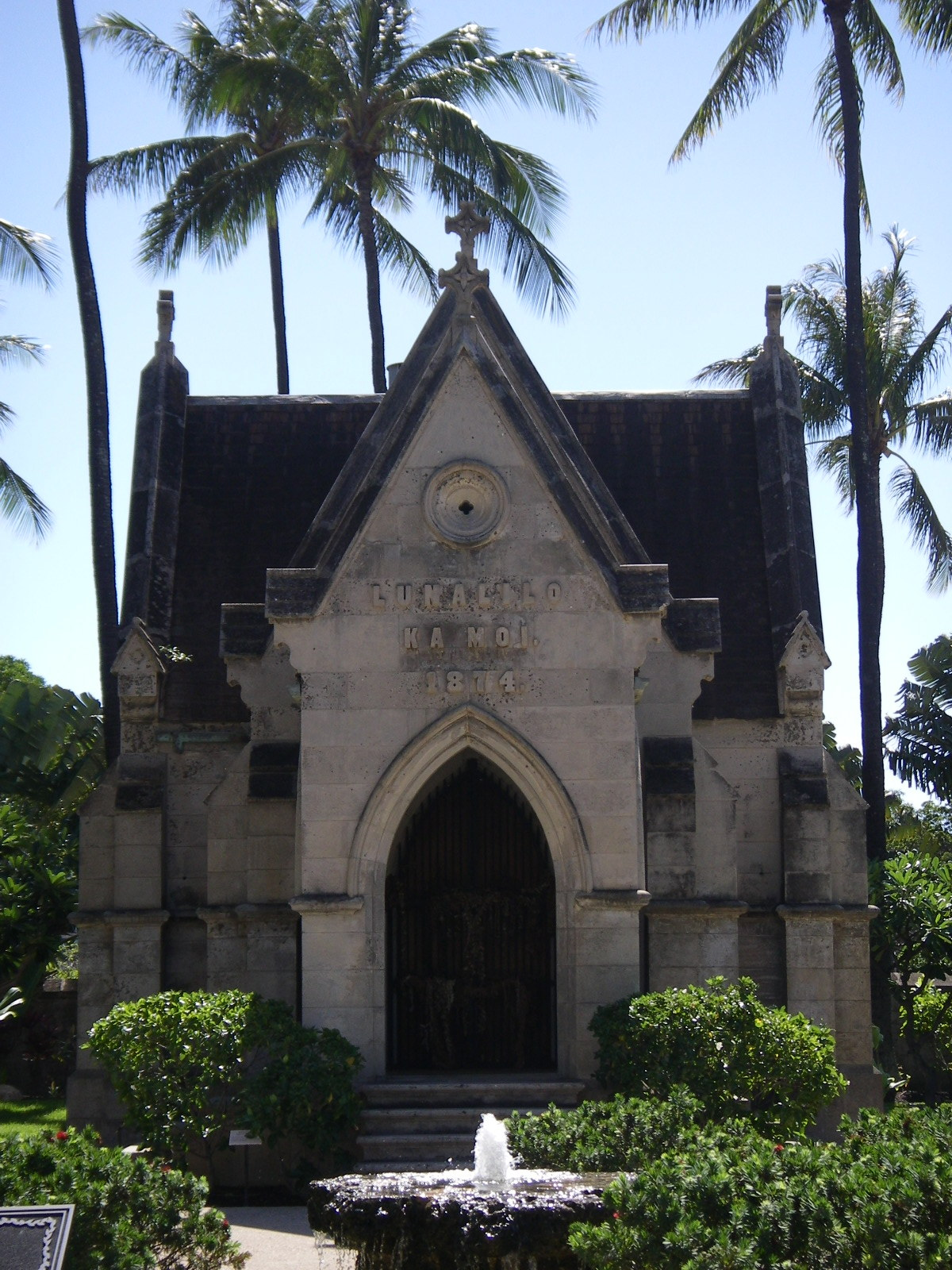
Il mausoleo di re Lunalilo.

Sul letto di morte, egli richiese espressamente di essere sepolto nella chiesa di Kawaiahao o nel terreno circostante. Egli voleva, disse, essere "sepolto tra il (mio) popolo, piuttosto che tra re e capi" al Mausoleo Reale nella Valle di Nuʻuanu. Per questo motivo, il 23 novembre 1875, le sue spoglie vennero trasportate al Mausoleo Reale, dove attesero il completamento del Mausoleo di Lunalilo che venne completato poco dopo come da sua volontà nei pressi della chiesa di Kawaiahao. Suo padre richiese un secondo funerale ufficiale col saluto di 21 cannoni da Kalākaua, ma questi concesse solo la seconda cerimonia senza il saluto ufficiale.
Come il suo predecessore, Lunalilo non designò in vita il suo erede al trono, anche se probabilmente egli fece ciò di proposito essendo intenzionato a lasciar scegliere al suo popolo il futuro sovrano, sebbene la costituzione del 1864 ancora in vigore prevedesse che la scelta dovesse necessariamente spettare alla legislatura governativa. Pertanto alla sua morte gli succedette il suo vecchio oppositore, Kalākaua, che venne proclamato poco dopo sovrano delle Hawaii.

## Parentele reali
| Makakaualii | Makakaualii | Makakaualii | Makakaualii | Makakaualii | Makakaualii |  |  | Kapulaoa            | Kapulaoa            | Kapulaoa            | Kapulaoa            | Kapulaoa            | Kapulaoa            |  |  | Palila Nohomualani | Palila Nohomualani | Palila Nohomualani | Palila Nohomualani | Palila Nohomualani           | Palila Nohomualani           |                              |                              | Moana (w)                    | Moana (w)                    | Moana (w) | Moana (w) | Moana (w)                                                                           | Moana (w) |  |  | Keōua padre del re Kamehameha I           | Keōua padre del re Kamehameha I           | Keōua padre del re Kamehameha I           | Keōua padre del re Kamehameha I           | Keōua padre del re Kamehameha I                                           | Keōua padre del re Kamehameha I                                           |                                                                           |                                                                           | Kamakaeheikuli                                                            | Kamakaeheikuli                                                            | Kamakaeheikuli        | Kamakaeheikuli        | Kamakaeheikuli                                | Kamakaeheikuli                                |                                               |                                               | Keʻeaumoku Pāpaʻiahiahi padre di Kaʻahumanu   | Keʻeaumoku Pāpaʻiahiahi padre di Kaʻahumanu   | Keʻeaumoku Pāpaʻiahiahi padre di Kaʻahumanu | Keʻeaumoku Pāpaʻiahiahi padre di Kaʻahumanu | Keʻeaumoku Pāpaʻiahiahi padre di Kaʻahumanu | Keʻeaumoku Pāpaʻiahiahi padre di Kaʻahumanu |                                     |                                     | Namahanaʻi Kaleleokalani            | Namahanaʻi Kaleleokalani            | Namahanaʻi Kaleleokalani | Namahanaʻi Kaleleokalani | Namahanaʻi Kaleleokalani | Namahanaʻi Kaleleokalani |  |  |
| Makakaualii | Makakaualii | Makakaualii | Makakaualii | Makakaualii | Makakaualii |  |  | Kapulaoa            | Kapulaoa            | Kapulaoa            | Kapulaoa            | Kapulaoa            | Kapulaoa            |  |  | Palila Nohomualani | Palila Nohomualani | Palila Nohomualani | Palila Nohomualani | Palila Nohomualani           | Palila Nohomualani           |                              |                              | Moana (w)                    | Moana (w)                    | Moana (w) | Moana (w) | Moana (w)                                                                           | Moana (w) |  |  | Keōua padre del re Kamehameha I           | Keōua padre del re Kamehameha I           | Keōua padre del re Kamehameha I           | Keōua padre del re Kamehameha I           | Keōua padre del re Kamehameha I                                           | Keōua padre del re Kamehameha I                                           |                                                                           |                                                                           | Kamakaeheikuli                                                            | Kamakaeheikuli                                                            | Kamakaeheikuli        | Kamakaeheikuli        | Kamakaeheikuli                                | Kamakaeheikuli                                |                                               |                                               | Keʻeaumoku Pāpaʻiahiahi padre di Kaʻahumanu   | Keʻeaumoku Pāpaʻiahiahi padre di Kaʻahumanu   | Keʻeaumoku Pāpaʻiahiahi padre di Kaʻahumanu | Keʻeaumoku Pāpaʻiahiahi padre di Kaʻahumanu | Keʻeaumoku Pāpaʻiahiahi padre di Kaʻahumanu | Keʻeaumoku Pāpaʻiahiahi padre di Kaʻahumanu |                                     |                                     | Namahanaʻi Kaleleokalani            | Namahanaʻi Kaleleokalani            | Namahanaʻi Kaleleokalani | Namahanaʻi Kaleleokalani | Namahanaʻi Kaleleokalani | Namahanaʻi Kaleleokalani |  |  |
|             |             |             |             |             |             |  |  |                     |                     |                     |                     |                     |                     |  |  |                    |                    |                    |                    |                              |                              |                              |                              |                              |                              |           |           |                                                                                     |           |  |  |                                           |                                           |                                           |                                           |                                                                           |                                                                           |                                                                           |                                                                           |                                                                           |                                                                           |                       |                       |                                               |                                               |                                               |                                               |                                               |                                               |                                             |                                             |                                             |                                             |                                     |                                     |                                     |                                     |                          |                          |                          |                          |  |  |
|             |             |             |             |             |             |  |  |                     |                     |                     |                     |                     |                     |  |  |                    |                    |                    |                    |                              |                              |                              |                              |                              |                              |           |           |                                                                                     |           |  |  |                                           |                                           |                                           |                                           |                                                                           |                                                                           |                                                                           |                                                                           |                                                                           |                                                                           |                       |                       |                                               |                                               |                                               |                                               |                                               |                                               |                                             |                                             |                                             |                                             |                                     |                                     |                                     |                                     |                          |                          |                          |                          |  |  |
|             |             |             |             |             |             |  |  |                     |                     |                     |                     |                     |                     |  |  |                    |                    |                    |                    |                              |                              |                              |                              |                              |                              |           |           |                                                                                     |           |  |  |                                           |                                           |                                           |                                           |                                                                           |                                                                           |                                                                           |                                                                           |                                                                           |                                                                           |                       |                       |                                               |                                               |                                               |                                               |                                               |                                               |                                             |                                             |                                             |                                             |                                     |                                     |                                     |                                     |                          |                          |                          |                          |  |  |
|             |             |             |             |             |             |  |  |                     |                     |                     |                     |                     |                     |  |  |                    |                    |                    |                    |                              |                              |                              |                              |                              |                              |           |           |                                                                                     |           |  |  |                                           |                                           |                                           |                                           |                                                                           |                                                                           |                                                                           |                                                                           |                                                                           |                                                                           |                       |                       |                                               |                                               |                                               |                                               |                                               |                                               |                                             |                                             |                                             |                                             |                                     |                                     |                                     |                                     |                          |                          |                          |                          |  |  |
| Kalaipuwaa  | Kalaipuwaa  | Kalaipuwaa  | Kalaipuwaa  | Kalaipuwaa  | Kalaipuwaa  |  |  | Kaleimanokahoʻowaha | Kaleimanokahoʻowaha | Kaleimanokahoʻowaha | Kaleimanokahoʻowaha | Kaleimanokahoʻowaha | Kaleimanokahoʻowaha |  |  | Eia                | Eia                | Eia                | Eia                | Eia                          | Eia                          |                              |                              | Kauwa                        | Kauwa                        | Kauwa     | Kauwa     | Kauwa                                                                               | Kauwa     |  |  | Kalaʻimamahu fratellastro di Kamehameha I | Kalaʻimamahu fratellastro di Kamehameha I | Kalaʻimamahu fratellastro di Kamehameha I | Kalaʻimamahu fratellastro di Kamehameha I | Kalaʻimamahu fratellastro di Kamehameha I                                 | Kalaʻimamahu fratellastro di Kamehameha I                                 |                                                                           |                                                                           | Kalākua Kaheiheimālie                                                     | Kalākua Kaheiheimālie                                                     | Kalākua Kaheiheimālie | Kalākua Kaheiheimālie | Kalākua Kaheiheimālie                         | Kalākua Kaheiheimālie                         |                                               |                                               |                                               |                                               |                                             |                                             |                                             |                                             |                                     |                                     |                                     |                                     |                          |                          |                          |                          |  |  |
| Kalaipuwaa  | Kalaipuwaa  | Kalaipuwaa  | Kalaipuwaa  | Kalaipuwaa  | Kalaipuwaa  |  |  | Kaleimanokahoʻowaha | Kaleimanokahoʻowaha | Kaleimanokahoʻowaha | Kaleimanokahoʻowaha | Kaleimanokahoʻowaha | Kaleimanokahoʻowaha |  |  | Eia                | Eia                | Eia                | Eia                | Eia                          | Eia                          |                              |                              | Kauwa                        | Kauwa                        | Kauwa     | Kauwa     | Kauwa                                                                               | Kauwa     |  |  | Kalaʻimamahu fratellastro di Kamehameha I | Kalaʻimamahu fratellastro di Kamehameha I | Kalaʻimamahu fratellastro di Kamehameha I | Kalaʻimamahu fratellastro di Kamehameha I | Kalaʻimamahu fratellastro di Kamehameha I                                 | Kalaʻimamahu fratellastro di Kamehameha I                                 |                                                                           |                                                                           | Kalākua Kaheiheimālie                                                     | Kalākua Kaheiheimālie                                                     | Kalākua Kaheiheimālie | Kalākua Kaheiheimālie | Kalākua Kaheiheimālie                         | Kalākua Kaheiheimālie                         |                                               |                                               |                                               |                                               |                                             |                                             |                                             |                                             |                                     |                                     |                                     |                                     |                          |                          |                          |                          |  |  |
|             |             |             |             |             |             |  |  |                     |                     |                     |                     |                     |                     |  |  |                    |                    |                    |                    |                              |                              |                              |                              |                              |                              |           |           |                                                                                     |           |  |  |                                           |                                           |                                           |                                           |                                                                           |                                                                           |                                                                           |                                                                           |                                                                           |                                                                           |                       |                       |                                               |                                               |                                               |                                               |                                               |                                               |                                             |                                             |                                             |                                             |                                     |                                     |                                     |                                     |                          |                          |                          |                          |  |  |
|             |             |             |             |             |             |  |  |                     |                     |                     |                     |                     |                     |  |  |                    |                    |                    |                    | Charles Kanaʻina (1801–1877) | Charles Kanaʻina (1801–1877) | Charles Kanaʻina (1801–1877) | Charles Kanaʻina (1801–1877) | Charles Kanaʻina (1801–1877) | Charles Kanaʻina (1801–1877) |           |           |                                                                                     |           |  |  |                                           |                                           |                                           |                                           | Kekāuluohi Kuhina Nui delle Isole Hawaii (27 luglio 1794 – 7 giugno 1845) | Kekāuluohi Kuhina Nui delle Isole Hawaii (27 luglio 1794 – 7 giugno 1845) | Kekāuluohi Kuhina Nui delle Isole Hawaii (27 luglio 1794 – 7 giugno 1845) | Kekāuluohi Kuhina Nui delle Isole Hawaii (27 luglio 1794 – 7 giugno 1845) | Kekāuluohi Kuhina Nui delle Isole Hawaii (27 luglio 1794 – 7 giugno 1845) | Kekāuluohi Kuhina Nui delle Isole Hawaii (27 luglio 1794 – 7 giugno 1845) |                       |                       | Kamehameha I fondatore del regno delle Hawaii | Kamehameha I fondatore del regno delle Hawaii | Kamehameha I fondatore del regno delle Hawaii | Kamehameha I fondatore del regno delle Hawaii | Kamehameha I fondatore del regno delle Hawaii | Kamehameha I fondatore del regno delle Hawaii |                                             |                                             | Kamehameha II re delle Isole Hawaii         | Kamehameha II re delle Isole Hawaii         | Kamehameha II re delle Isole Hawaii | Kamehameha II re delle Isole Hawaii | Kamehameha II re delle Isole Hawaii | Kamehameha II re delle Isole Hawaii |                          |                          |                          |                          |  |  |
|             |             |             |             |             |             |  |  |                     |                     |                     |                     |                     |                     |  |  |                    |                    |                    |                    | Charles Kanaʻina (1801–1877) | Charles Kanaʻina (1801–1877) | Charles Kanaʻina (1801–1877) | Charles Kanaʻina (1801–1877) | Charles Kanaʻina (1801–1877) | Charles Kanaʻina (1801–1877) |           |           |                                                                                     |           |  |  |                                           |                                           |                                           |                                           | Kekāuluohi Kuhina Nui delle Isole Hawaii (27 luglio 1794 – 7 giugno 1845) | Kekāuluohi Kuhina Nui delle Isole Hawaii (27 luglio 1794 – 7 giugno 1845) | Kekāuluohi Kuhina Nui delle Isole Hawaii (27 luglio 1794 – 7 giugno 1845) | Kekāuluohi Kuhina Nui delle Isole Hawaii (27 luglio 1794 – 7 giugno 1845) | Kekāuluohi Kuhina Nui delle Isole Hawaii (27 luglio 1794 – 7 giugno 1845) | Kekāuluohi Kuhina Nui delle Isole Hawaii (27 luglio 1794 – 7 giugno 1845) |                       |                       | Kamehameha I fondatore del regno delle Hawaii | Kamehameha I fondatore del regno delle Hawaii | Kamehameha I fondatore del regno delle Hawaii | Kamehameha I fondatore del regno delle Hawaii | Kamehameha I fondatore del regno delle Hawaii | Kamehameha I fondatore del regno delle Hawaii |                                             |                                             | Kamehameha II re delle Isole Hawaii         | Kamehameha II re delle Isole Hawaii         | Kamehameha II re delle Isole Hawaii | Kamehameha II re delle Isole Hawaii | Kamehameha II re delle Isole Hawaii | Kamehameha II re delle Isole Hawaii |                          |                          |                          |                          |  |  |
|             |             |             |             |             |             |  |  |                     |                     |                     |                     |                     |                     |  |  |                    |                    |                    |                    |                              |                              |                              |                              |                              |                              |           |           |                                                                                     |           |  |  |                                           |                                           |                                           |                                           |                                                                           |                                                                           |                                                                           |                                                                           |                                                                           |                                                                           |                       |                       |                                               |                                               |                                               |                                               |                                               |                                               |                                             |                                             |                                             |                                             |                                     |                                     |                                     |                                     |                          |                          |                          |                          |  |  |
|             |             |             |             |             |             |  |  |                     |                     |                     |                     |                     |                     |  |  |                    |                    |                    |                    |                              |                              |                              |                              |                              |                              |           |           | William Charles Lunalilo, re delle Isole Hawaii (31 gennaio 1835 – 3 febbraio 1874) |           |  |  |                                           |                                           |                                           |                                           |                                                                           |                                                                           |                                                                           |                                                                           |                                                                           |                                                                           |                       |                       |                                               |                                               |                                               |                                               |                                               |                                               |                                             |                                             |                                             |                                             |                                     |                                     |                                     |                                     |                          |                          |                          |                          |  |  |

## Albero genealogico
|                                   |                                                    |                                              | Genitori                              |  |  | Nonni |  |  | Bisnonni                 |  |  | Trisnonni |  |
|                                   |                                                    |                                              |                                       |  |  |       |  |  | Aliʻi Nui Kamakakaualiʻi |  |  | …         |  |
|                                   |                                                    |                                              |                                       |  |  |       |  |  | Aliʻi Nui Kamakakaualiʻi |  |  | …         |  |
|                                   |                                                    | …                                            |                                       |  |  |       |  |  | Aliʻi Nui Kamakakaualiʻi |  |  |           |  |
| Aliʻi Nui Eia                     |                                                    |                                              |                                       |  |  |       |  |  | Aliʻi Nui Kamakakaualiʻi |  |  |           |  |
|                                   |                                                    | Aliʻi Nui Kapalaoa                           | …                                     |  |  |       |  |  |                          |  |  |           |  |
|                                   |                                                    | Aliʻi Nui Kapalaoa                           | …                                     |  |  |       |  |  |                          |  |  |           |  |
|                                   |                                                    | Aliʻi Nui Kapalaoa                           | …                                     |  |  |       |  |  |                          |  |  |           |  |
| Aliʻi Nui Charles Kanaʻina        |                                                    | Aliʻi Nui Kapalaoa                           |                                       |  |  |       |  |  |                          |  |  |           |  |
|                                   |                                                    | Aliʻi Nui Palila Nohomualani                 | Aliʻi Nui Lalapamanu                  |  |  |       |  |  |                          |  |  |           |  |
|                                   |                                                    | Aliʻi Nui Palila Nohomualani                 | Aliʻi Nui Lalapamanu                  |  |  |       |  |  |                          |  |  |           |  |
|                                   |                                                    | Aliʻi Nui Palila Nohomualani                 | Aliʻi Nui Kahiliopua                  |  |  |       |  |  |                          |  |  |           |  |
| Aliʻi Nui Kauwa                   |                                                    | Aliʻi Nui Palila Nohomualani                 |                                       |  |  |       |  |  |                          |  |  |           |  |
|                                   |                                                    | Aliʻi Nui Moana                              | Aliʻi Nui Kauhiapiʻiao                |  |  |       |  |  |                          |  |  |           |  |
|                                   |                                                    | Aliʻi Nui Moana                              | Aliʻi Nui Kauhiapiʻiao                |  |  |       |  |  |                          |  |  |           |  |
|                                   |                                                    | Aliʻi Nui Moana                              | Aliʻi Nui Ilikiamoana                 |  |  |       |  |  |                          |  |  |           |  |
| Lunalilo delle Hawaii             |                                                    | Aliʻi Nui Moana                              |                                       |  |  |       |  |  |                          |  |  |           |  |
|                                   | Aliʻi Nui Keōua Kalanikupuapaʻikalaninui di Kohala | Principe Keʻeaumoku Nui dell'Isola di Hawaii |                                       |  |  |       |  |  |                          |  |  |           |  |
|                                   | Aliʻi Nui Keōua Kalanikupuapaʻikalaninui di Kohala | Principe Keʻeaumoku Nui dell'Isola di Hawaii |                                       |  |  |       |  |  |                          |  |  |           |  |
|                                   | Aliʻi Nui Keōua Kalanikupuapaʻikalaninui di Kohala | Aliʻi Nui Kamakaʻimoku di Oʻahu              |                                       |  |  |       |  |  |                          |  |  |           |  |
| Aliʻi Nui Kalaʻimamahu            | Aliʻi Nui Keōua Kalanikupuapaʻikalaninui di Kohala |                                              |                                       |  |  |       |  |  |                          |  |  |           |  |
|                                   |                                                    | Aliʻi Nui Kamakaeheikuli                     | Aliʻi Nui Haʻae di Kohala             |  |  |       |  |  |                          |  |  |           |  |
|                                   |                                                    | Aliʻi Nui Kamakaeheikuli                     | Aliʻi Nui Haʻae di Kohala             |  |  |       |  |  |                          |  |  |           |  |
|                                   |                                                    | Aliʻi Nui Kamakaeheikuli                     | Aliʻi Nui Kalelemauliokalani          |  |  |       |  |  |                          |  |  |           |  |
| Aliʻi Nui Miriam Auhea Kekāuluohi |                                                    | Aliʻi Nui Kamakaeheikuli                     |                                       |  |  |       |  |  |                          |  |  |           |  |
|                                   |                                                    | Aliʻi Nui Keʻeaumoku Pāpaʻiahiahi di Kauaʻi  | Aliʻi Nui Keawepoepoe di Kauaʻi       |  |  |       |  |  |                          |  |  |           |  |
|                                   |                                                    | Aliʻi Nui Keʻeaumoku Pāpaʻiahiahi di Kauaʻi  | Aliʻi Nui Keawepoepoe di Kauaʻi       |  |  |       |  |  |                          |  |  |           |  |
|                                   |                                                    | Aliʻi Nui Keʻeaumoku Pāpaʻiahiahi di Kauaʻi  | Aliʻi Nui Kūmaʻaikū                   |  |  |       |  |  |                          |  |  |           |  |
| Aliʻi Nui Kalākua Kaheiheimālie   |                                                    | Aliʻi Nui Keʻeaumoku Pāpaʻiahiahi di Kauaʻi  |                                       |  |  |       |  |  |                          |  |  |           |  |
|                                   |                                                    | Aliʻi Nui NāmāhānaʻiʻKaleleokalani di Maui   | Aliʻi Nui Kekaulikenuiahumanu di Maui |  |  |       |  |  |                          |  |  |           |  |
|                                   |                                                    | Aliʻi Nui NāmāhānaʻiʻKaleleokalani di Maui   | Aliʻi Nui Kekaulikenuiahumanu di Maui |  |  |       |  |  |                          |  |  |           |  |
|                                   |                                                    | Aliʻi Nui NāmāhānaʻiʻKaleleokalani di Maui   | Aliʻi Nui Haʻaloʻu di Kohala          |  |  |       |  |  |                          |  |  |           |  |
|                                   |                                                    | Aliʻi Nui NāmāhānaʻiʻKaleleokalani di Maui   |                                       |  |  |       |  |  |                          |  |  |           |  |